# JET (漫画家)
JET（ジェット、1月17日生）は、日本の女性漫画家。

## 人物
本名、門脇佳代。高知県高知市出身。1985年、少年漫画誌「少年キャプテン」に『ロマンティックにゃほどとおい!』でデビュー。以後、少女漫画に移行する。代表作に『倫敦魔魍街』、『柳生剣鬼抄』など。

## 作風
少女向け漫画誌の枠にとらわれない、骨太で、髪の毛に至るまで筆で描いたような流麗な線で、強い吸引力の色気漂う画風。男性はたくましく、時に体毛まで描き、女性はグラマーに描く。『倫敦魔魍街』、『柳生剣鬼抄』のような見た目の年齢を含み、中年男性の主人公がいる。
金田一耕助物やシャーロック・ホームズ物の推理小説を漫画化しているが、時代考証に基づく正確な描写ではなく「格好良さ」を重視したデザインを行っている。
自他ともに認めるスプラッター好きで、『倫敦魔魍街』『綺譚倶楽部』など、1990年代までの作品の多くにその表現が見られる。ただし、近年の作品にはその傾向が薄い。

## 作品
- 倫敦魔魍街
- 十兵衛紅変化
- 闇の行人
- 花に恋して候へば
- 死霊の花
- 柳生剣鬼抄
- 花鳥風月殺人事件
- 綺譚倶楽部
- 螺旋のアルルカン
- 着信アリ! 携帯にまつわる怖い話
- J9って知ってるかい?

## 漫画化作品

### 横溝正史
- 獄門島
- 本陣殺人事件
- 睡れる花嫁
- 八つ墓村
- 悪魔の手毬唄
- 犬神家の一族
- 金田一耕助ベスト・セレクション
  1. 犬神家の一族
  2. 本陣殺人事件
  3. 八つ墓村
  4. 獄門島
- 名探偵・金田一耕助シリーズ
  1. 悪魔が来りて笛を吹く
    - 雌蛭を併録

  2. 悪魔の寵児
    - 花園の悪魔を併録

  3. 悪霊島
    - 鴉を併録。
- 名探偵・由利麟太郎
  1. 真珠郎

### ハーレクイン・ロマンス
宙出版のハーレクイン・コミックスとして漫画化したものが出版されている。
- ハリケーンの夜 （原作：リタ・C・エストラーダ）
- レディとFBI （原作：ダラス・シュルツェ）
- いつわりの結婚式 （原作：アネット・ブロードリック）
- 罠に落ちた秘書 （原作：アマンダ・ブラウニング）
- 償いの結婚式 （原作：リン・グレアム）
- 罪深き誘惑 （原作：シャロン・ケンドリック）
- シークに魅せられて （原作：シャロン・ケンドリック）
- 弔いの鐘のあとで （原作：シャロン・ケンドリック）
- バイキングに抱かれて （原作：ジュリア・バーン） 全2巻
- 地中海を渡る風 （原作：ナターシャ・オークリー）
- 砂漠の秘め事
- 砂漠は魔法に満ちて
- 放蕩者の求婚 （原作：ニコラ・コーニック）
- 追憶は甘く切なく （原作：ペニー・ジョーダン）
- 熱いファンタジー （原作：ミランダ・リー）
- 終わりなきシナリオ
- 一日だけの花嫁 （原作：リン・グレアム）
- 条件つきのウエディング
- 冷たいプロポーズ （原作：ミランダ・リー）
- 愛を捨てた理由 （原作：ペニー・ジョーダン）
- 美女と野獣?

### その他
- 黒蜥蜴 （原作：江戸川乱歩）
- オペラ座の怪人 （原作：ガストン・ルルー）
- エラリー・クイーンの冒険 （原作：エラリー・クイーン）
  - 双頭の犬の冒険
  - ひげのある女の冒険
  - アフリカ旅商人の冒険
  - 七匹の黒猫の冒険
- シャーロック・ホームズの冒険 （原作：コナン・ドイル）
  - バスカヴィル家の犬
  - 青い紅玉
  - まだらの紐
  - 白銀号事件
  - 黄色い顔
  - 入院患者
  - ノーウッドの建築業者
  - 六つのナポレオン
  - 僧坊荘園
  - 瀕死の探偵
  - ギリシャ語通訳
  - ぶなの木立ち
- ウエスタン武芸帳 （原作：菊地秀行）
- 吸血鬼ドラキュラ （原作：ブラム・ストーカー）
- アッシャー家の崩壊 （原作：エドガー・アラン・ポー）
- 暗闇から、いらっしゃい （原案：竹河聖）
- KEN&JETの魔界召喚 （原案：朝松健）
- 怪奇心霊語り （原案：加門七海）
  1. 埋蔵金発掘の怪奇編
  2. 上野・彰義隊の怪編
  3. 鬼神来訪の怪編
  4. 光と闇のシャーマン編
- 怪談徒然草 出雲大社大遷宮の夜（原作：加門七海『怪談徒然草』角川ホラー文庫）
- 宇宙刑事シャイダー （特撮エース、読み切り）
- 怪盗アルセーヌ・ルパン 八点鐘（原作：モーリス・ルブラン）

小説表紙、挿絵
- 妖世紀水滸伝第1部 吉岡平著
- 春陽堂書店くれよん文庫版 怪盗ルパンシリーズ モーリス・ルブラン著、榊原晃三訳
  - 怪盗紳士
  - 女王の首かざり
  - ルパン対ホームズ
  - 地獄のわな
  - 白鳥の首のエディス

- 角川スニーカー文庫版 横溝正史シリーズ
  - 蝋面博士
  - 怪獣男爵
  - 夜光怪人
  - 青髪鬼
  - まぼろしの怪人
  - 幽霊鉄仮面

## 備考
『綺譚倶楽部』には金田一耕助をモデルにした（後に漫画化した金田一耕助と瓜二つの）主人公がおり、漫画「名探偵・金田一耕助シリーズ」の好評を受けて『綺譚倶楽部』連載再開の話が持ち上がった。顔の描き方を変えなくてはいけない。と作者が、漫画『本陣殺人事件』単行本あとがきで述べている。この後、二者の顔の相似ははっきり分かるほど別人に離れた。
若山富三郎、千葉真一を敬愛し、1981年の映画『魔界転生』が好き。これが縁で『十兵衛紅変化』、『柳生剣鬼抄』を執筆する。
自画像は亀→男性→高木ブーに変化している。